# Obleganje utrdbe Mifflin
Obleganje utrdbe Fort Mifflin ali obleganje utrdbe Mud Island, ki je potekalo od 26. septembra do 16. novembra 1777, je privedlo do tega, da so britanske kopenske baterije pod poveljstvom [kapitana Johna Montresorja in britanske pomorske eskadrilje pod viceadmirala lorda Richarda Howeja poskušale zavzeti ameriško utrdbo v reki Delaware, ki ji je poveljeval podpolkovnik Samuel Smith (politik iz Marylanda). Operacija je končno uspela, potem ko je bil Smith ranjen. Njegov naslednik, major Simeon Thayer, je nato v noči 15. novembra utrdbo evakuiral, kar je britanskim četam omogočilo, da so naslednje jutro zasedle kraj.
Potem ko je britansko-hessijska vojska generala Williama Howeja, 5. vikonta Howeja 26. septembra 1777 zasedla Filadelfijo, Pennsylvania, je postalo nujno oskrbovati njegove čete. Fort Mifflin na Mud Islandu sredi Delawareja in Fort Mercer pri Red Banku, New Jersey sta skupaj z rečnimi ovirami in majhno flotilo pod komodorjem Johnom Hazelwoodom preprečila Kraljevi mornarici, da bi v mesto dostavila zaloge. Ker so Američani dejansko blokirali Filadelfijo, sta bila brata Howe prisiljena oblegati Fort Mifflin, da bi očistila reko.
Poskus hesseških vojakov, da bi napadli Fort Mercer, je 22. oktobra v bitki pri Red Banku propadel s hudimi izgubami. Dve britanski vojni ladji, ki sta nasedli blizu Mud Islanda, sta bili naslednji dan uničeni.
General George Washington je ves čas obleganja krepil utrdbo Fort Mifflin, vendar garnizija ni nikoli štela več kot 500 mož. Po nekaj neuspehih so Britanci končno zbrali dovolj topništva in vojnih ladij, da so utrdbo Fort Mifflin začeli intenzivno obstreljevati, začenši 10. novembra. Thayer se ni več mogel odzvati na britansko bombardiranje, zato je preživelim ukazal, naj ponoči veslajo v New Jersey in pustil zastavo plapolati. Kmalu zatem je bila utrdba Fort Mercer zapuščena, s čimer se je odprla pot po reki Delaware in Britancem omogočila, da so Filadelfijo zadržali do junija 1778.